# Ca l'Artusa
Ca l'Artusa és una casa modernista de Tiana (Maresme) inclosa a l'Inventari del Patrimoni Arquitectònic de Catalunya.

## Descripció
És un edifici civil, una casa de planta baixa, pis i golfes que destaca per la seva decoració, que es podria considerar modernista, especialment per l'ús de la línia sinuosa defuig de tota angulositat i de la línia recta. Així doncs és interessant la forma ondulada que adopta cadascuna de les quatre façanes en el seu coronament i els guardapols que al damunt de les obertures també segueixen la mateixa tònica general.
Cal fer notar la tribuna que presideix la façana a la part central i que dona relleu a les línies corbes del conjunt. Les petites obertures de ventilació de les golfes estan decorades exteriorment amb motius vegetals que les envolten.